# 楽天農業
楽天農業株式会社（らくてんのうぎょう）は、愛媛県大洲市新谷に本社を置く企業。

## 事業所
- 本社 - 愛媛県大洲市新谷乙335-1
- 伊予支社 - 愛媛県伊予市市場132-2

## 沿革
- 2007年3月 - 株式会社テレファームとして設立。
- 2016年 - 楽天が一部株式を取得[1]。
- 2020年
  - 1月 - 楽天農業株式会社に社名変更。
  - 2月 - 愛媛県大洲市に冷凍野菜工場を新設、稼動開始[2]。